# Édgar Gerardo Lugo
Édgar Gerardo Lugo Aranda (* 31. Dezember 1984 in Mexiko-Stadt) ist ein ehemaliger mexikanischer Fußballspieler, dessen Stammposition sich im Mittelfeld befand. Er ist ein Sohn des am 13. März 1955 geborenen Fußballspielers Gerardo Lugo Gómez.

## Leben

### Verein
Während seines Studiums in Orizaba spielte Lugo für die Universitätsmannschaft der Académicos del UGM Norte und unterschrieb als Profi beim Hauptstadtverein Cruz Azul, wo er seine Laufbahn in dessen Farmteam
Cruz Azul Hidalgo begann.
Zum 1. Januar 2007 schaffte er den Sprung in die erste Mannschaft von Cruz Azul, mit der er in den Jahren 2008 und 2009 insgesamt dreimal Vizemeister der mexikanischen Liga wurde. Eine weitere Vizemeisterschaft erzielte er in der Apertura 2014 mit den UANL Tigres, mt denen er in der Apertura 2015 im insgesamt fünften Anlauf endlich die mexikanische Fußballmeisterschaft gewann. Mit den Tigres hatte er bereits in der Clausura 2014 den mexikanischen Pokalwettbewerb gewonnen und konnte diesen Triumph zwei Jahre später mit den Tiburones Rojos Veracruz noch einmal wiederholen.
In der Apertura 2019 gewann er mit dem CS Herediano die costa-ricanische Fußballmeisterschaft.

### Nationalmannschaft
Seine insgesamt 4 Länderspieleinsätze für die mexikanische Fußballnationalmannschaft bestritt Lugo im Zeitraum zwischen Februar und August 2012. 

## Erfolge
- Mexikanischer Meister: Apertura 2015
- Costa-ricanischer Meister: Apertura 2019
- Mexikanischer Pokalsieger: Clausura 2014, Clausura 2016